# ألكسيس تومسون
ألكسيس تومسون (بالإنجليزية: Alexis Thompson)‏ هو لاعب هوكي الحقل أمريكي، ولد في 1911، وتوفي في 20 ديسمبر 1954 بسبب نوبة قلبية.

## وصلات خارجية
- ألكسيس تومسون على موقع أوليمبيديا (الإنجليزية)